# 達蓮娜·舒夫真高
達蓮娜·舒夫真高（烏克蘭語：Дарина Шевченко），哈薩克烏克蘭族人。2006年以16歲之齡成為歷來最年輕的亞洲小姐競選冠軍（8號）、完美體態大獎得主、最佳儀態風度小姐。同時是香港選美史上唯一一位非華裔的選美冠軍，與亞洲電視約滿後返回哈薩克。

## 當選是非
達蓮娜·舒夫真高以老外身份爆冷勝出奪得亞姐冠軍頭銜，連大會評判之一的鄺美雲都表示對賽果感到意外。該屆的大熱門兼內地冠軍董玥決賽當晚打入前八名但是最後大熱倒灶三甲不入，落敗後向香港媒體激動落淚，質問冠軍「好在哪裏」，舒夫真高對此回應說「中國內地與港澳特區的佳麗好勝心很強」。

## 電視節目(亞洲電視)
- 2006年亞姐澳門美食廚藝大比併
- 2006年亞洲小姐競選總決賽
- 2007年豬年吉祥賀新春
- 2007年亞姐碧水灣溫泉養生之旅
- 2007年慧珊時尚坊（新聞）
- 2007年第十三屆十大電視廣告頒獎典禮
- 2007年亞洲小姐內地宣傳活動
- 2007年亞洲小姐競選總決賽(表演嘉賓)
- 2008年亞洲小姐競選總決賽 艷光愛地球 上篇(表演嘉賓)
- 2008年亞洲小姐競選總決賽 艷光愛地球 下篇(表演嘉賓)
- 2013年亞洲小姐競選總決賽(表演嘉賓)

## 工作(其他)
- 2005年Kolt So 電視廣告（烏克蘭）
- 2006年Chance to become a model（烏克蘭）
- 2007年The Beauty of Asia：澳門

## 外部連結
- 候選佳麗資料（页面存档备份，存于）
- MISSOSOLOGY．View topic - Miss Asia 2006 Daryna Shevchenko（页面存档备份，存于）

| 前任： 王磊 | 亞洲小姐競選冠軍 2006年 | 繼任： 張家瑩 |